# Atom-furnica
Atom-furnica (engleză Atom Ant) este un serial de desene animate produs de Hanna-Barbera Productions în care protagonistul este o furnică super-erou care locuiește într-un laborator subteran. Atom-Furnica dă întotdeauna o mână de ajutor celor aflați în primejdie, dovedindu-se imbatabil în fața inamicilor. Ea poate zbura, dar nu înainte de a rosti sloganul Up and Atom, Atom Ant.
Serialul a fost difuzat între 2 octombrie 1965 până în data de 15 octombrie 1966 pe canalul de televiziune NBC împreună cu alte segmente, printre care Veverița spion (en. Secret Squirrel), Cățelul drăgălaș (en. Precious Pupp), Urșii rustici (en. The Hillbilly Bears), Squiddly Diddly și Vrăjitoarea fermecătoare (en. Winsome Witch).
Personajul Atom-Furnica, a cărui voce a fost interpretată în versiunea originală de Howard Morris și Don Messick, este un personaj cu abilități supraomenești, ce se luptă cu răufăcători ca profesorul Von Șiretu’, Puricele Feroce sau alții.
În România, serialul a avut difuzat pe canalul Boomerang în limba engleză, dar a fost mai târziu anulat.

## Episoade
1. Up and Atom
2. Crankenshaft's Monster
3. Gem-A-Go-Go
4. Ferocious Flea
5. Rambling Robot
6. Nobody's Fool
7. Atom Ant Meets Karate Ant
8. Fastest Ant in the West
9. Mistaken Identity
10. How Now Bow Wow
11. Dragon Master
12. The Big Gimmick
13. Super Blooper
14. Wild, Wild Ants
15. Dina-Sore
16. Amusement Park Amazement
17. Bully for Atom Ant
18. Termighty Mean
19. Nine Strikes You're Out
20. Go West Young Ant
21. Knight Fight
22. Pteraducktyl Soup
23. Up in the Air Squares
24. Mouse Rouser
25. Killer Diller Gorilla
26. Rock-a-Bye Boo-Boo

## Legături externe
- Atom-furnica la Internet Movie Database
- Atom-furnica la Toonopedia.
- The Cartoon Scrapbook Arhivat în 27 iulie 2012, la Wayback Machine. – Profil informațional pentru Atom-furnica.
- Atom-furnica[nefuncțională]
 at the Big Cartoon DataBase